# 日本アイバンク協会
財団法人日本アイバンク協会（にほんアイバンクきょうかい）とは、角膜移植とアイバンクの告発、普及を目的とした非営利団体である。
角膜移植調査研究に関する助成や、アイバンク活動推進、調査統計事業なども行っている。2004年7月に団体名を変更するまでは「財団法人日本眼球銀行協会」。

## 活動内容
- 年2回、「EYE BANK JOURNAL」という広報誌を発行している。
- 普及告発ポスターも作成しており、2024年(令和6年)度現在はアイバンクのキャラクター「アイちゃん」が描かれたポスターを使っている。過去には市川団十郎（十二代目）や、有働由美子、黒柳徹子などの写真を使っていた。

## 歴史(年表）
- 1965年（昭和40年）4月 - 結成。初代理事長は慶應義塾大学医学部教授の桑原安治。
- 1976年（昭和51年） - 第2代理事長に大阪大学医学部教授の水川考が就任。
- 1979年（昭和54年) - 「角膜の移植に関する法律」が「角膜移植及び腎臓移植に関する法律」に改訂される。この法律により死体からの腎提供が可能となった。
- 2004年（平成16年）6月 - 「Eye Bank」のロゴマークを商標登録する。
- 2004年（平成16年）7月 - 団体名を「財団法人日本眼球銀行」から「財団法人日本アイバンク協会」に変更。同時にアイちゃんマークも制定された。
- 2011年（平成23年）3月14日 - ACジャパン制作による支援キャンペーン「子供たちの描いたもの」に出演した子供の1人が同年3月11日の東日本大震災で行方不明になったことを受け、ACジャパンはCM放映の中止を放送局に依頼した。